# ATRI -My Dear Moments-
『ATRI -My Dear Moments-』（アトリ マイ ディア モーメンツ）は、フロントウイングおよび枕が開発し、ANIPLEX.EXEより発売されたノベルゲーム。
ディレクターはSCA-自、シナリオは紺野アスタ、キャラクター・デザインは『GINKA』を手掛けたゆさのが担当している。
2020年6月19日にWindows用ダウンロードソフトとして発売され、同年10月28日にゲーム本編ディスクを同梱したサウンドトラックが発売された。
2021年12月16日にはNintendo Switch/Android/iOS版がiMelより発売された。
2022年9月24日にはテレビアニメ化が発表され、2024年7月から10月まで放送された。

## ストーリー
原因不明の海面上昇により、地表の多くが海に沈んだ近未来が舞台。
幼少期の事故により、片足と母親を失った少年・斑鳩夏生は祖母が住んでいた海辺の田舎町へと移り住む。だが祖母が亡くなり、身寄りを失った彼には祖母が持っていた潜水艦と借金が残されることになる。
祖母の遺産を探し、海底の倉庫で見つけたのは人間と見紛うロボット・アトリであった。

## 登場人物

### 主人公とヒロイン
斑鳩 夏生（いかるが なつき）
声 - 小野賢章（テレビアニメ版）
高校2年生の17歳。都市の学校に通っていたが、ある事情から休学。祖母の住む田舎へと移り住んだ。
幼少期の事故で片足と母親を失っているため、そのトラウマから暗く静かな場所にいると幻肢痛の発作が起こってしまう。
アトリ
声 - 赤尾ひかる
海底の倉庫からサルベージされたロボットの少女。人間と間違えるほど精巧にできており、感情も豊か。
夏生の祖母の助手であったようであったが、記憶を一部失っている。名前の由来は鳥のアトリから。

### その他の登場人物
神白 水菜萌（かみしろ みなも）
声 - 髙橋ミナミ
高校1年生の16歳。夏生が幼いころに祖母の家に預けられていた際に知り合った幼なじみ。
純朴で、真面目な性格。面倒見が良い。
野島 竜司（のじま りゅうじ）
声 - 細谷佳正
高校3年生の18歳。筋肉質の青年。まっすぐな性格で、地元の子供たちのリーダー的な存在。
実家は町工場だったが、海面上昇によって沈んでしまい、休業している。その影響で、少しやさぐれている。
キャサリン
声 - 日笠陽子
借金取りを名乗る謎の女性。夏生の祖母の借金を取り立てに来た。おそらく名前は偽名だが、正体は不明。
名波 凜々花（ななみ りりか）
声 - 春野杏
小学5年生の10歳。身寄りがなく、学校に住んでいる。

## スタッフ
- 企画・シナリオ - 紺野アスタ（Frontwing）[3]
- キャラクターデザイン・原画 - ゆさの、基４[3]
- 音楽 - 松本文紀[3]
- アートディレクター・ディレクター - SCA-自[3]
- 演出 - Yow[3]
- 背景 - わいっしゅ[3]
- 制作 - フロントウイング、枕[3]
- PVアニメーション制作 - CloverWorks
- 製作 - ANIPLEX.EXE[3]

## 主題歌
「光放て！」
歌 - 柳麻美 / 作詞 - 紺野アスタ（Frontwing） / 作曲・編曲 - 松本文紀

## 反響

### 売り上げ
2021年6月19日に『徒花異譚』との合算で10万ダウンロードを突破したことが発表された。
本作は2024年4月時点で30万ダウンロードを突破し、同年10月時点では累計50万ダウンロードを突破している。

## 漫画
コミカライズが『コンプティーク』 (KADOKAWA) にて、2022年11月号より2025年3月号まで連載。漫画はじゃこが担当。
- ANIPLEX.EXE（原作）、じゃこ（漫画） 『ATRI -My Dear Moments-』 KADOKAWA〈角川コミックス・エース〉、全5巻
  1. 2023年9月8日発売[14][15]、ISBN 978-4-04-113502-0
  2. 2024年1月10日発売[16]、ISBN 978-4-04-114453-4
  3. 2024年7月10日発売[17]、ISBN 978-4-04-115197-6
  4. 2024年10月10日発売[18]、ISBN 978-4-04-115429-8
  5. 2025年3月10日発売[19]、ISBN 978-4-04-116058-9

## テレビアニメ
2022年9月24日にテレビアニメ化が発表。2023年3月26日にAnimeJapan2023 ANIPLEXステージ内で放送時期が2024年に決定したことが発表され、2024年7月から10月までTOKYO MXほかにて放送された。

### スタッフ（テレビアニメ）
- 原作 - ANIPLEX.EXE[6]
- ストーリー原案 - 紺野アスタ[6]
- キャラクター原案 - ゆさの、基4[6]
- 監督・イメージボード - 加藤誠[6]
- シリーズ構成・脚本 - 花田十輝[6]
- キャラクターデザイン・総作画監督 - サトウミチオ[7]
- プロップデザイン - サトウミチオ、江間一隆、馬詠喬、村山未菜美
- メカニックデザイン - 大久保幹夫
- 美術監督 - 内藤健[7]
- 美術設定 - 滝口勝久[7]
- 色彩設計 - 篠原真理子[7]
- CGディレクター - 井口光隆[7]
- 撮影監督 - 加藤友宜[7]
- 編集 - 右山章太[7]
- 音響監督 - 明田川仁[7]
- 音楽 - 松本文紀[7]
- 音楽プロデューサー - 山内真治
- 音楽制作 - アニプレックス
- プロデューサー - 片岡裕貴[22]、亢越
- アニメーションプロデューサー - 長野敏之、岡村繁久
- アニメーション制作 - TROYCA[6]
- 製作 - TVアニメ『ATRI -My Dear Moments-』製作委員会（アニプレックス、bilibili）

### 主題歌（テレビアニメ）
「あの光」
乃木坂46によるオープニングテーマ。作詞は秋元康、作曲・編曲はBASEMINT。
「YESとNOの間に」
22/7によるエンディングテーマ。作詞は秋元康、作曲はYU-JIN・SHIN、編曲はYU-JIN。
「Dear Moments」
アトリ（赤尾ひかる）による第6話エンディングテーマ。作詞は紺野アスタ、作曲・編曲は松本文紀。
「光放て！」
柳麻美による第13話エンディングテーマ。作詞は紺野アスタ、作曲・編曲は松本文紀。

### 各話リスト
| 話数  | サブタイトル               | 絵コンテ                 | 演出                     | 作画監督 | 総作画監督                          | 初放送日       |
| ----- | -------------------------- | ------------------------ | ------------------------ | --- | ----------------------------------- | -------------- |
| Log01 | うみのゆりかごへ           | 加藤誠                   | 加藤誠                   | サトウミチオ | -                                   | 2024年 7月14日 |
| Log02 | 暖かな景色をふたりで       | 別所誠人 加藤誠          | 渡辺万理恵 加藤誠        | 小川真由美 加藤里香 黒田直寿 小西紗希 高橋沙江子 西田光洋 松本昌子 丸岡功治                                                     | サトウミチオ                        | 7月21日        |
| Log03 | ヒットマン・ザコ・スクール | 林宏樹                   | 萩原悠理 宮城大翔 加藤誠 | 伊藤篤志 楠田悟 桜井木の実 櫻井拓郎 玉置典彦 パテ Cerberus Suwarin Promjutikanon NEW ANI 動画 リテラ・ピクチャーズ              | サトウミチオ 鈴木勇 森下智恵        | 7月28日        |
| Log04 | カニとデンキは大事         | 志賀翔子                 | 志賀翔子                 | 桝井一平 山本径子 Han sung hui                                                                                                  | サトウミチオ 奥田淳 森下智恵        | 8月4日         |
| Log05 | 夜灯の中で笑って           | 黒木美幸                 | 玉川陽莉                 | 池田博昭 岡崎洋美 加藤里香 黒田直寿 小西紗希 西田光洋 林夏菜 馬詠喬 丸岡功治 明光                                               | サトウミチオ 奥田淳 森下智恵        | 8月11日        |
| Log06 | 僕のあたまの中の歌         | 加藤誠                   | 森田亜郎 加藤誠          | 池田博昭 岡崎洋美 小川真由美 加藤里香 黒田直寿 小泉寛之 小西紗希 高橋沙江子 藤吉友香里 馬詠喬 丸岡功治 村山未菜美 諸石美雪 明光 | サトウミチオ 奥田淳 森下智恵        | 8月18日        |
| Log07 | ロボ子・ザ・デート         | 林宏樹                   | 三家本泰美 加藤誠        | 江原小百合 小川真由美 北島勇樹 長濱睦輝                                                                                         | サトウミチオ 奥田淳 林夏菜 森下智恵 | 8月25日        |
| Log08 | 波打つ夜が来て             | 林宏樹                   | 玉川陽莉                 | 池田博昭 岡崎洋美 小泉寛之 馬詠喬 丸岡功治 村山未菜美 明光 MABUS ANIMATION                                                      | サトウミチオ 奥田淳 林夏菜 森下智恵 | 9月1日         |
| Log09 | 深淵に落ちる足             | あおきえい               | 水野みのり               | 岡崎洋美 小川真由美 小泉寛之 小西紗希 高橋沙江子 丸岡功治 村山未菜美 諸石美雪                                                   | サトウミチオ 奥田淳 林夏菜 森下智恵 | 9月8日         |
| Log10 | やがて雨は止んで           | あおきえい 加藤誠        | 玉川陽莉 加藤誠          | 池田博昭 岡崎洋美 小川真由美 黒田直寿 花村千尋 藤吉友香里 馬詠喬 丸岡功治 村山未菜美 明光 MABUS ANIMATION                       | サトウミチオ 奥田淳 林夏菜 森下智恵 | 9月15日        |
| Log11 | 残夏のしらせと君の音       | 志賀翔子 加藤誠 林宏樹   | 鬼頭和矢 三家本泰美      | 長濱睦輝 薩摩夢 北島勇樹 | サトウミチオ 奥田淳 林夏菜 森下智恵 | 9月22日        |
| Log12 | 約束の地への切符           | 林宏樹                   | 林宏樹                   | 池田博昭 岡崎洋美 小川真由美 小西紗希 高橋沙江子 馬詠喬 丸岡功治 村山未菜美 諸石美雪 明光                                       | サトウミチオ 奥田淳 林夏菜 森下智恵 | 9月29日        |
| Log13 | 時よ止まれ、おまえは美しい | 加藤誠 あおきえい 林宏樹 | 加藤誠 水野みのり        | 池田博昭 岡崎洋美 小川真由美 黒田直寿 小西紗希 高橋沙江子 西田光洋 花村千尋 馬詠喬 丸岡功治 村山未菜美 諸石美雪 明光            | サトウミチオ 奥田淳 林夏菜 森下智恵 | 10月6日        |

### 放送局
| 放送期間                | 放送時間                     | 放送局       | 対象地域 | 備考                                 |
| ----------------------- | ---------------------------- | ------------ | -------- | ------------------------------------ |
| 2024年7月14日 - 10月6日 | 日曜 0:00 - 0:30（土曜深夜） | TOKYO MX     | 東京都   |                                      |
|                         |                              | 群馬テレビ   | 群馬県   |                                      |
|                         |                              | とちぎテレビ | 栃木県   |                                      |
|                         |                              | BS11         | 日本全域 | BS放送 / 『ANIME+』枠                |
| 2024年7月15日 - 10月7日 | 月曜 21:30 - 22:00           | AT-X         | 日本全域 | CS放送 / 字幕放送 / リピート放送あり |

| 配信開始日    | 配信時間                   | 配信サイト                                                                                    |
| ------------- | -------------------------- | --------------------------------------------------------------------------------------------- |
| 2024年7月14日 | 日曜 0:30（土曜深夜） 更新 | dアニメストア （本店・for Prime Video）                                                       |
| 2024年7月16日 | 火曜 12:00 更新            | ABEMA FOD DMM TV バンダイチャンネル Hulu Lemino Netflix U-NEXT Prime Video ニコニコチャンネル |
|               | 火曜 23:00 更新            | ニコニコ生放送                                                                                |
| 2024年7月17日 | 水曜 0:00（火曜深夜） 更新 | auスマートパスプレミアム J:COMオンデマンド milplus TELASA                                     |

### BD / DVD
| 巻  | 発売日         | 収録話         | 規格品番     | 規格品番     |
| 巻  | 発売日         | 収録話         | BD           | DVD          |
| --- | -------------- | -------------- | ------------ | ------------ |
| BOX | 2024年11月27日 | 第1話 - 第13話 | ANZX-17451/7 | ANZB-17451/7 |